# Institut de Biotecnologia i Biomedicina
L'Institut de Biotecnologia i Biomedicina o Institut de Biotecnologia i de Biomedicina "Vicent Villar Palasí" (IBB), anteriorment anomenat Institut de Biologia Fonamental (IBF) és un centre de recerca adscrit a la Universitat Autònoma de Barcelona (UAB) i ubicat Parc de Recerca UAB, que fou creat l'any 1970.
Fins al 1983 aquest institut estigué ubicat a l'Hospital de la Santa Creu i Sant Pau. Aleshores, fou inaugurat l'edifici actual al campus de la UAB. El novembre de 2000, la Junta de Govern de la UAB aprovà el canvi de nom i passa a dir-se 'Institut de Biotecnologia i Biomedicina “Vicent Villar Pallasí”' (IBB). En la seva primera etapa l'institut, que va ser el pioner dels instituts d'investigació espanyols que pertanyen a una Universitat, es va dedicar fonamentalment a promoure la investigació biològica fonamental. L'any 2000 l'enfocament de l'Institut va evolucionar i es va dirigir cap a una investigació multidisciplinària centrada en l'àrea de les aplicacions biotecnològiques en biomedicina, i es per aquest motiu que el seu nom va variar. L'objectiu d'aquest canvi fou el de fer translacionals els avenços científics de la recerca.
L'Institut de Biotecnologia i de Biomedicina (IBB) forma part del grup de centres i Instituts de recerca del Parc de Recerca UAB relacionats amb la biotecnologia i la biomedicina, com el Centre de Biotecnologia Animal i Teràpia Gènica (CBATEG), el Centre de Recerca Agrigenòmica (CRAG), l'Institut de Neurociències (INc), el Laboratori de Proteòmica CSIC-UAB (LP CSIC-UAB), el Sincrotó ALBA o el Centre d'Investigació en Nanociència i Nanotecnologia (CIN2).
L'any 2010 es va inaugurar a l'Institut un nou espai de 1.500 metres quadrats dedicat a la recerca i a la transferència de tecnologia a les empreses del sector. Aquesta ampliació de l'IBB va permetre acollir 18 grups de recerca estructurats en set àrees d’expertesa: bioinformàtica, biologia cel·lular, biologia estructural, genòmica, immunologia, microbiologia i proteòmica. Amb aquesta inauguració el nombre d'investigadors de l'IBB passen de 90 a 160, incloent professors de la UAB, investigadors ICREA, investigadors Ramón y Cajal i investigadors postdoctorals, becaris predoctorals i tècnics dedicats al suport i funcionament dels diferents grups, serveis i plataformes tecnològiques.